# Hoa hậu Hoàn cầu 2021
Hoa hậu Hoàn cầu 2021 là cuộc thi Hoa hậu Hoàn cầu lần thứ 97 được tổ chức tại Tirana, Albania vào ngày 5 tháng 11 năm 2021. Hoa hậu Hoàn cầu 2020 - Lorinda Kolgeci đến từ Kosovo đã trao lại vương miện cho người kế nhiệm, cô Maureen Montagne đến từ Philippines.

## Kết quả
| Kết quả               | Thí sinh |
| --------------------- | --- |
| Hoa hậu Hoàn cầu 2021 | - Philippines - Maureen Montagne |
| Á hậu 1               | - Nigeria - Ester Ogechi Gabriel |
| Á hậu 2               | - Thổ Nhĩ Kỳ - Melike Bali |
| Á hậu 3               | - Venezuela - Jhosskaren Smiller Carrizo Orozco |
| Á hậu 4               | - Canada - Hailey Hamelin-Wilson |
| Top 15                | - Brazil - Aeny Borges - Cộng hòa Dominican - Valentina Campion - Estonia - Maria Heleen Tõniste (§) - Đức - Jasmin Selberg - Hy Lạp - Vrisiida Andriotou - Guyana - Bria Renee Lawrence - Kazakhstan - Laura Mukhtar - Malaysia - Malveen Kaur - Romania - Daniela Ștefan - Hoa Kỳ - Capri Quattrocchi |

§ - Thí sinh chiến thắng giải thưởng People's Choice

## Các giải thưởng đặc biệt
| Giải thưởng            | Thí sinh                             |
| ---------------------- | ------------------------------------ |
| Miss Bikini            | - Guyana - Bria Renee Lawrence       |
| Miss Talent            | - Hy Lạp - Vrisiida Andriotou        |
| Head to Head Challenge | - Malaysia - Malveen Kaur            |
| People's Choice        | - Estonia - Maria Heleen Tõniste     |
| Best National Costume  | - Peru - Viveka Mía Hernández Lozano |
| Miss Friendship        | - Nam Phi - Sinesipho Kimati Govuza  |
| Miss Photogenic        | - Phần Lan - Katariina Juselius      |
| Miss Runway Model      | - Ý - Benedetta Candido              |
| Miss Elegance          | - Siberia - Daria Shapovalova        |
| Miss Social Media      | - Đức - Jasmin Selberg               |

## Thí sinh tham gia
Cuộc thi có tổng cộng 50 thí sinh tham gia:
| Quốc gia/Vùng lãnh thổ | Thí sinh                          |
| ---------------------- | --------------------------------- |
| Albania                | Lea Islamaj                       |
| Belarus                | Yulia Kuzmenka                    |
| Bỉ                     | Amber Vermeulen                   |
| Brazil                 | Aeny Borges                       |
| Bulgaria               | Stefi Taneva                      |
| Canada                 | Hailey Hamelin-Wilson             |
| Đảo Caribe             | Grisel De La Rosa                 |
| Colombia               | Natalia Garizabal                 |
| Croatia                | Diana Parovanová                  |
| Cộng hoà Séc           | Jana Krojidlová                   |
| Đan Mạch               | Maria Isaksson                    |
| Cộng hòa Dominican     | Valentina Campion                 |
| Ai Cập                 | Hadeer Mahmoud                    |
| Anh                    | Milly Halloran                    |
| Estonia                | Maria Heleen Tõniste              |
| Phần Lan               | Katariina Juselius                |
| Pháp                   | Camille Léa Yapoudjian            |
| Đức                    | Jasmin Selberg                    |
| Hy Lạp                 | Vrisiida Andriotou                |
| Guyana                 | Bria Renee Lawrence               |
| Ấn Độ                  | Vyshnavi Mynampati                |
| Ý                      | Benedetta Candido                 |
| Kazakhstan             | Laura Mukhtar                     |
| Kenya                  | Sharon Waleo                      |
| Kosovo                 | Adriana Gashi                     |
| Latvia                 | Zinaida Tesliuk                   |
| Litva                  | Anastasia Azhel                   |
| Malaysia               | Malveen Kaur                      |
| Mexico                 | Lorena Herrera                    |
| Montenegro             | Kristina Kaluđerovi               |
| Namibia                | Mirjam Sheehama                   |
| Nigeria                | Ester Ogechi Gabriel              |
| Bắc Macedonia          | Elena Petreska                    |
| Peru                   | Viveka Mía Hernández Lozano       |
| Philippines            | Maureen Montagne                  |
| Ba Lan                 | Justyna Kokoszka                  |
| Bồ Đào Nha             | Sara Almeida                      |
| Romania                | Daniela Ștefan                    |
| Rwanda                 | Stela Matutina Murekatete         |
| Nga                    | Darina Bogoiavlenskaia            |
| Serbia                 | Aleksandra Potic                  |
| Siberia                | Daria Shapovalova                 |
| Nam Phi                | Sinesipho Kimati Govuza           |
| Tây Ban Nha            | Celeste Ramirez Martel            |
| Thụy Điển              | Pernilla Wendel Lells             |
| Tatarstan              | Aniya Gazizova Ilhamovna          |
| Thổ Nhĩ Kỳ             | Melike Bali                       |
| Ukraine                | Iryna Voloshka                    |
| Hoa Kỳ                 | Capri Quattrocchi                 |
| Venezuela              | Jhosskaren Smiller Carrizo Orozco |

## Chú ý

### Lần đầu tham gia
- Đảo Caribe
- Kenya
- Rwanda

### Trở lại
- Lần cuối tham gia vào năm 2011:
  -  Guyana
- Lần cuối tham gia vào năm 2016:
  -  Croatia
- Lần cuối tham gia vào năm 2017:
  -  Đan Mạch
  -  Namibia
- Lần cuối tham gia vào năm 2018:
  -  Malaysia
- Lần cuối tham gia vào năm 2019:
  -  Cộng hòa Dominican
  -  Đức
  -  Ấn Độ
  -  Litva
  -  Mexico
  -  Bồ Đào Nha
  -  Venezuela

### Bỏ cuộc
- Bosna và Hercegovina
- Cameroon
- Ghana
- Haiti
- New Zealand
- Hà Lan
- Zimbabwe

## Các thí sinh tham dự cuộc thi sắc đẹp quốc tế khác
| Quốc gia/Vùng lãnh thổ | Thí sinh               | Cuộc thi                                              | Đại diện           |
| ---------------------- | ---------------------- | ----------------------------------------------------- | ------------------ |
| Đảo Caribe             | Grisel De La Rosa      | Miss Tourism World 2022                               | Cộng hòa Dominican |
| Belarus                | Yulia Kuzmenka         | World Miss Tourism Ambassador 2018                    | Belarus            |
| Bulgaria               | Stefi Taneva           | Miss Rainbow of the World 2018                        | Bulgaria           |
| Bulgaria               | Stefi Taneva           | Miss Tourism Metropolitan International 2019 (Top 10) | Bulgaria           |
| Croatia                | Diana Parovanová       | Miss Aura International 2021                          | Croatia            |
| Cộng hòa Dominica      | Valentina Campion      | Miss Charm 2023                                       | Cộng hòa Dominica  |
| Phần Lan               | Katariina Juselius     | Miss 7 Continents 2019 (Hoa hậu)                      | Phần Lan           |
| Phần Lan               | Katariina Juselius     | Miss Friendship International 2019                    | Phần Lan           |
| Phần Lan               | Katariina Juselius     | Miss Queen Europe 2019 (Top 10)                       | Phần Lan           |
| Phần Lan               | Katariina Juselius     | Miss Planet International 2022                        | Phần Lan           |
| Đức                    | Jasmin Selberg         | Miss Supranational 2022                               | Đức                |
| Đức                    | Jasmin Selberg         | Miss International 2022 (Hoa hậu)                     | Đức                |
| Kazakhstan             | Laura Mukhtar          | Miss Queen Europe 2019 (Á hậu 1)                      | Kazakhstan         |
| Kazakhstan             | Laura Mukhtar          | Miss Intercontinental 2019                            | Kazakhstan         |
| Kazakhstan             | Laura Mukhtar          | Miss Aura International 2021 (Top 10)                 | Kazakhstan         |
| Latvia                 | Anastasija Alekseevska | Miss Global City 2018 (Top 7)                         | Kiev               |
| Latvia                 | Anastasija Alekseevska | Miss Top International 2019                           | Ukraine            |
| Latvia                 | Anastasija Alekseevska | Miss Supertalent of the World 2022                    | Latvia             |
| Namibia                | Mirjam Sheehama        | Miss Globe 2020                                       | Namibia            |
| Nigeria                | Ester Ogechi Gabriel   | Miss Tourism Africa 2019 (Hoa hậu)                    | Nigeria            |
| Bắc Macedonia          | Elena Petreska         | Miss Europa Continental 2017                          | Bulgaria           |
| Bắc Macedonia          | Elena Petreska         | Miss Eurasia 2020 (Top 8)                             | Bắc Macedonia      |
| Philippines            | Maureen Montagne       | Miss Eco International 2019 (Á hậu 1)                 | Philippines        |
| Siberia                | Daria Shapovalova      | Miss Glam World 2019 (Á hậu 2)                        | Tatarstan          |
| Siberia                | Daria Shapovalova      | Miss Aura International 2021 (Top 10)                 | Bashkortostan      |